# Bogidiella coipana
Bogidiella coipana is een vlokreeftensoort uit de familie van de Bogidiellidae. De wetenschappelijke naam van de soort is voor het eerst geldig gepubliceerd in 2001 door Ortiz, Winfield & Lalana.